# Temple del Nord de Zeléntxuk
El Temple del Nord de Zeléntxuk és una església ortodoxa del segle xi al poble del Baix Arjyz, a la vall del riu Bolxoi Zelentxuk, a la República de Karatxai-Txerquèssia.
El Temple del Nord és una de les tres esglésies amb cúpules encreuades supervivents dels segles X-XI que es troben al Baix Arjyz. El més antic d'aquests temples és el Temple Central de Zeléntxuk, construït al segle x, que era la catedral de tot el Regne d'Alània. El Temple del Nord, erigit a la fi del segle x, o a començaments del XI, degué ser el temple principal d'un gran monestir. El Petit Temple del Sud en fou el darrer, construït ja a la fi del segle xi o a principis del s. XII, era part de l'herència d'una de les famílies nobles d'Alània.

## Història

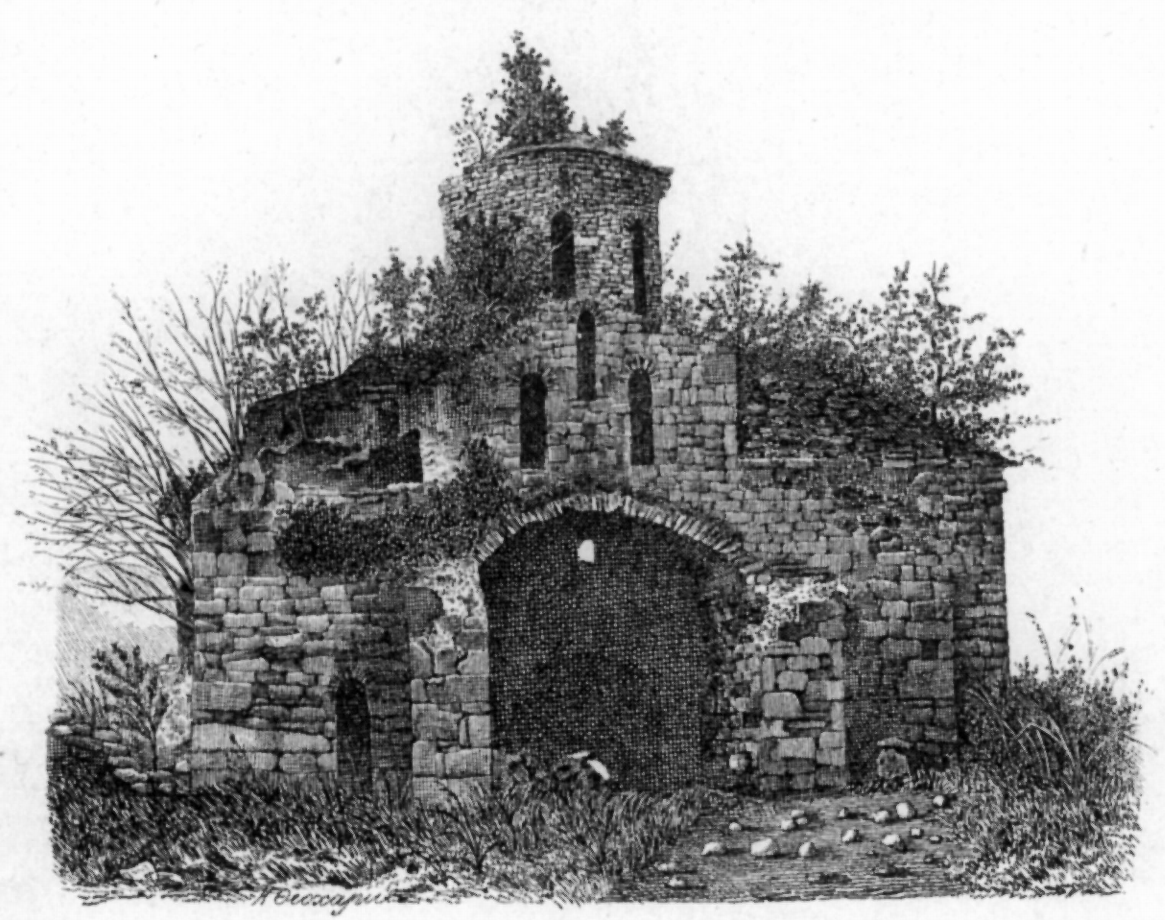
Primer Temple del Nord, vista del costat sud el 1891

En l'antiguitat, hi havia una ciutat al Baix Arjyz, que durant uns segles va ser una important església i un centre econòmic del Regne d'Alània. S'hi va establir la residència del bisbe metropolità, i també el monestir del governador, l'església principal del qual devia ser el Temple del Nord. El propòsit de les esglésies del Centre i del Nord encara es debat entre els investigadors; per això, segons V. A. Kuznetsov, el Temple del Nord es va construir abans i era la seu del bisbe metropolità d'Alània, mentre que el Temple del Centre, més tard, seria principalment un monestir. Els investigadors moderns, però, sobretot D. V. Beletsky i A. Yu. Vinogradov, s'inclinen pel punt de vista contrari. L'important paper d'aquest temple per a les autoritats seculars i eclesiàstiques s'indica, en primer lloc, per la presència de rics enterraments a la nau sud de l'església —pertanyents al clergat i al monestir, i potser al governant i a la seua esposa— i, en segon lloc, l'alt nivell en tres alçades, amb un synthronon a l'absis central. El synthronon es troba també en els temples bizantins d'aqueix temps i mostra «una òbvia presència del bisbe».

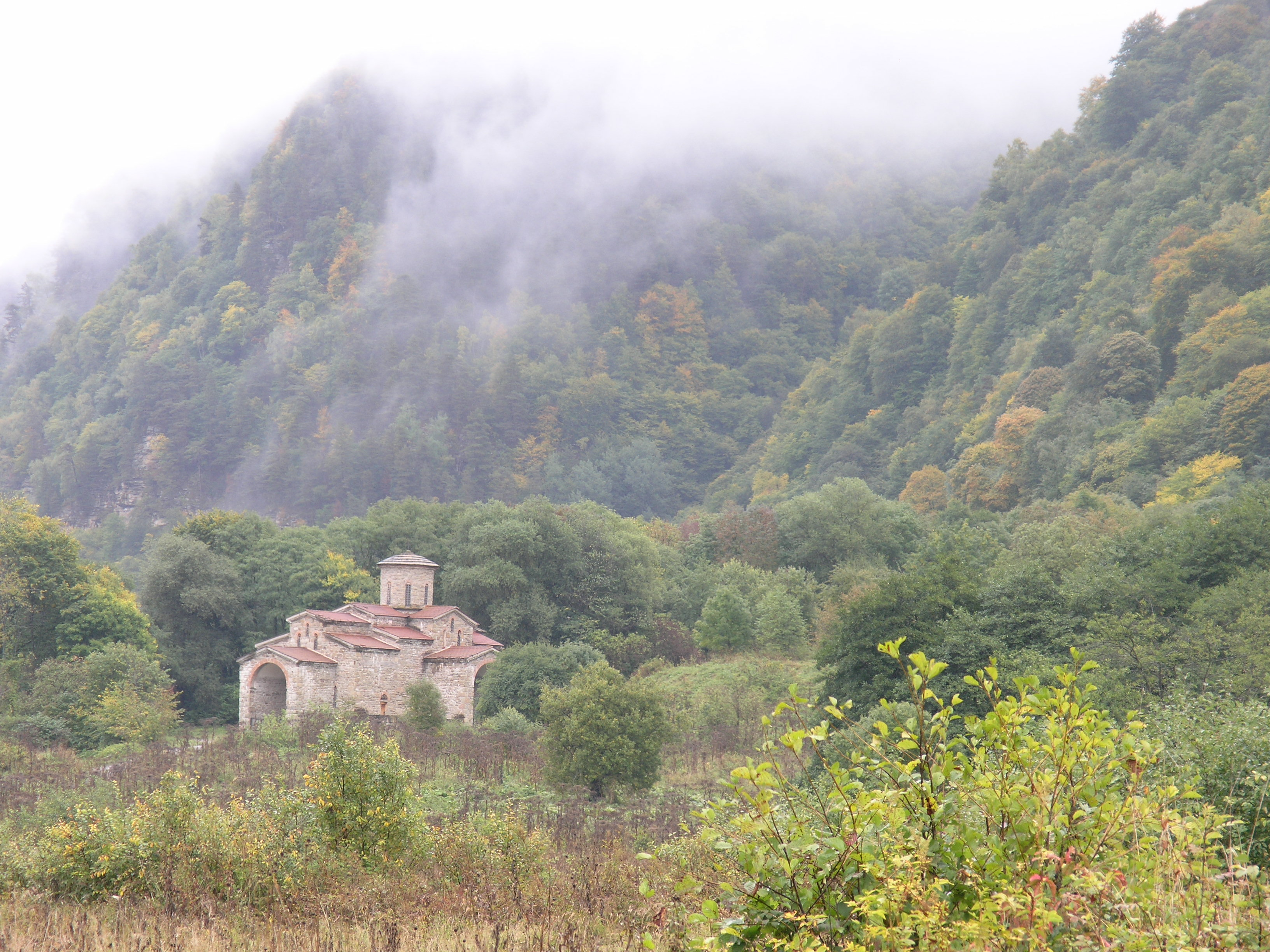
Ubicació del temple en plena natura

La ubicació del Temple del Nord també correspon al seu caràcter monàstic: retirat del centre de la ciutat, als afores, aïllat del món exterior. Al voltant del temple hi havia una gran necròpolis. Es desconeix la data exacta de construcció del Temple del Nord, segurament és del segle X o finals de l'XI. També és impossible establir inequívocament l'origen de l'art dels mestres que el construïren; és possible que fossen abkhazos que treballaren amb els constructors d'Alània.

## Arquitectura

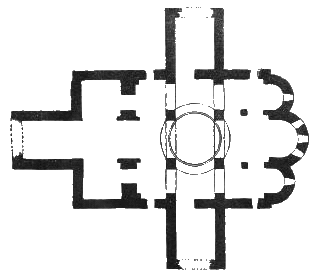
Planta del temple

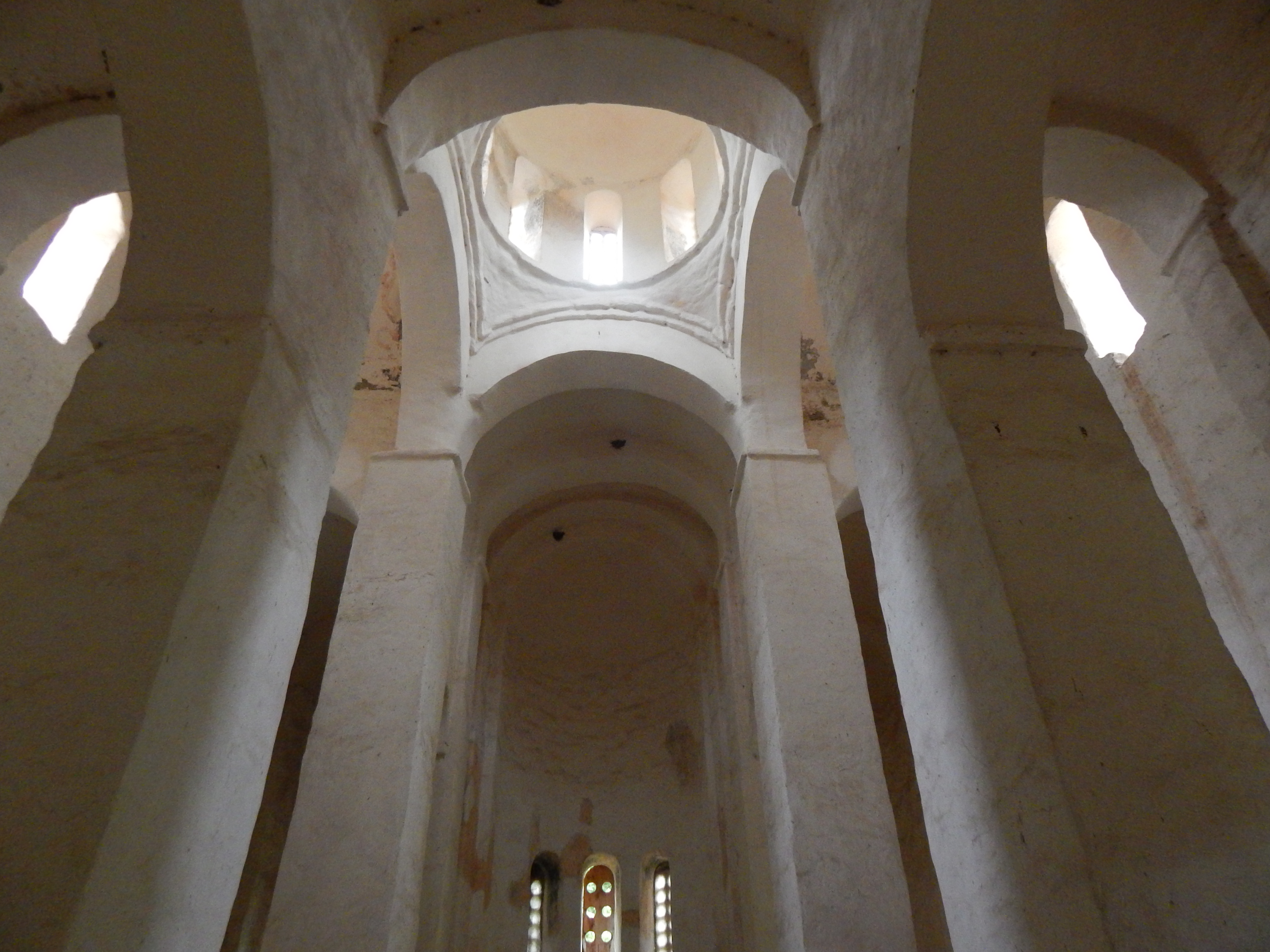
Part interior amb vista sota la cúpula (2014)

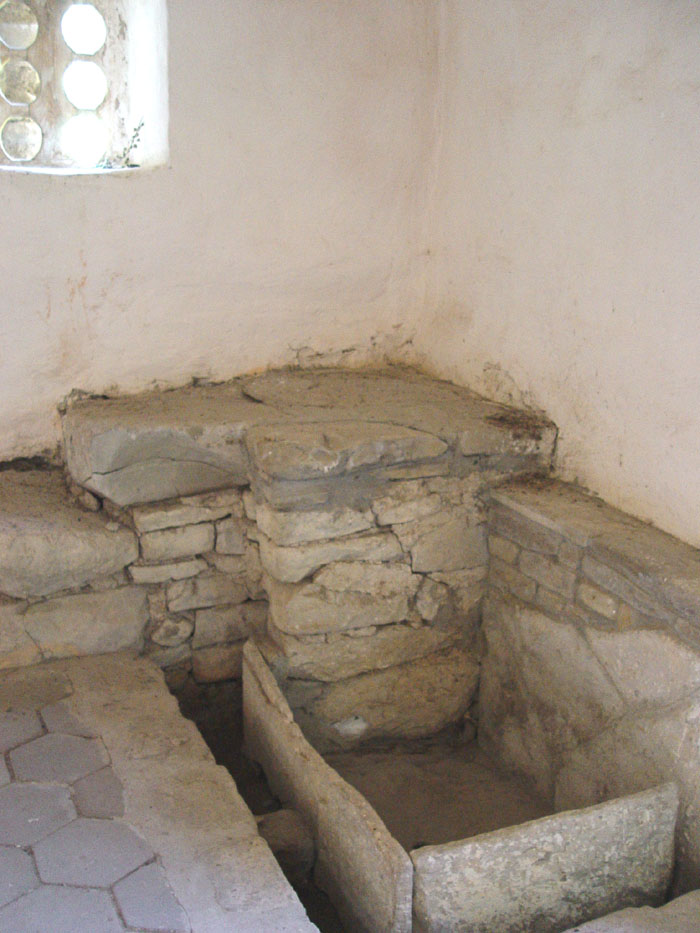
Les restes de l'escala i el "baptisteri" el nàrtex del temple

El Temple del Nord té una cúpula encreuada del tipus de creu inscrita. Té una estructura de nou lòbuls, unida des de l'est, amb tres parts, connectades per passatges i tres absis semicirculars, i des de l'oest amb un nàrtex obert de dos pisos, en què hi havia cors que s'obrien al naos. Al cantó nord-oest del nàrtex hi ha les restes d'una escala que condueix als cors i a un tanc d'aigua (potser una sala baptismal). A fora, el temple està quasi desproveït de decoració: l'únic element n'és una cornisa fistonada feta de sòcol. La mateixa cornisa se'n trobava a l'absis, però no s'ha conservat.
El tambor està travessat per vuit finestres estretes. La cúpula, mitjançant arcs de suport de tres etapes descansa sobre quatre pilars rectangulars, connectats amb les parets de petits arcs de suport, des dels pilars als repeus de les parets des de l'est i les pilastres de paret des dels altres tres costats. L'amplada i la grandària dels pilars no coincideixen pas amb l'amplària dels arcs de suport, raó per la qual uns grans arcs de suport baixen sobre els «prestatges» dels pilars. Aquest desajust i desigualtat de les línies verticals de maçoneria indiquen una baixa qualificació dels mestres d'obra del Temple del Nord.
A l'exterior, els nàrtexs oberts s'uneixen al temple, en el qual, probablement, durant els serveis encara no hi havia bateigs. Als murs orientals del nàrtex hi ha fornícules de culte. S'han conservat bancs de paret en naos, i l'altar estava separat de l'espai principal per una escala de dos trams.

## Pintures murals
Les parets del temple estaven arrebossades i pintades; en l'actualitat els frescos pràcticament no s'han conservat —tret del patró geomètric a la finestra nord de l'absis central. En la dècada dels 1960, però, entre les finestres del nord del tambor, es podia distingir la imatge d'una figura humana, i a la part superior del piló del nord-est es veia la cara d'un sant emmarcada en una aurèola.

A la fi del segle xix, els frescos del Temple del Nord, els va pintar Dimitry. M. Strukov. Aquests esbossos, però, es van fer de manera maldestra i no permeten jutjar pas l'estil i la qualitat d'execució dels frescos antics.

Esbossos de Dimitry Strukov
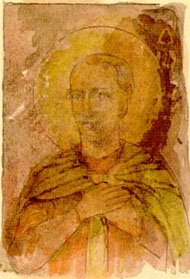
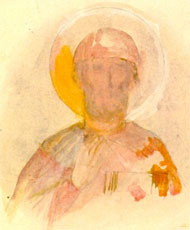
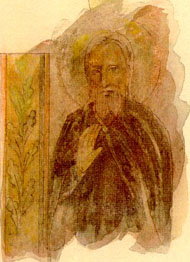
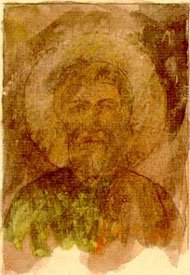
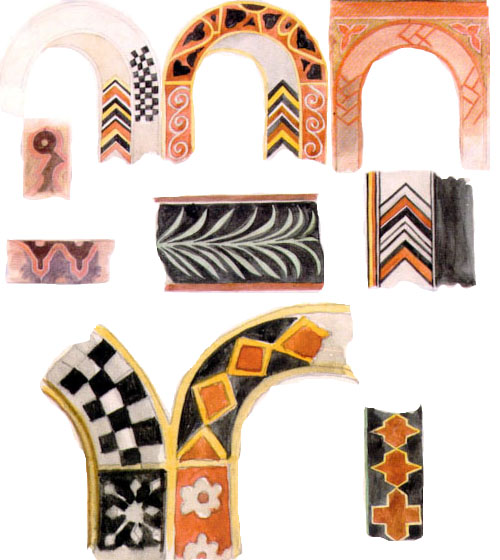
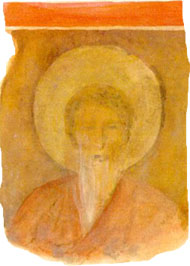
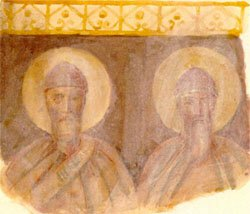
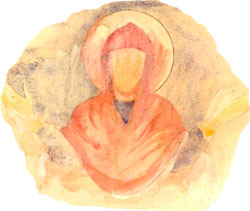